# Mafikozolo (muziekgroep)
Mafikozolo is de naam van een duo uit Zuid-Afrika en bestaat uit Theo Kgosinkwe en Nhlanhla Nciza. De groep heeft intussen zes albums uitgebracht. Mafikozolo is een veelvuldig prijswinnaar in de Zuid-Afrikaanse muziekprijzen.

## Albums
- Kwela (2005)
- Mafikozolo (2006)
- Sibongile (2007)
- Gate Crashers (2008)
- Six Mabone (2008)
- Reunited (2013)